# Sébastien Maté
Sébastien Maté, né le 19 septembre 1972 à Mont-de-Marsan, est un footballeur français évoluant au poste de gardien de but de la fin des années 1980 à la fin des années 2000.

## Biographie

### Carrière de joueur
En 1988, il est joueur du RC Chambéry à Villenave-d'Ornon, et intègre l'équipe de France Juniors B2. 
Sébastien Maté commence sa carrière pro à Saint-Brieuc tout juste promu en Ligue 2. En cours de saison le club est placé en liquidation judiciaire, Sébastien Maté rejoint le club de Cherbourg, où il ne reste qu'une saison avant de rejoindre le Limoges Foot 87, puis le Stade lavallois en Ligue 2. 
En 2001 il participe au stage estival de l'UNFP destiné aux joueurs sans contrat. 
Pour la saison 2001-2002, Sébastien Maté défend les couleurs d'Amiens où il jouera son premier et unique match de  Ligue 2 de sa carrière. 
Il rejoint la saison suivante l'Entente Sannois Saint-Gratien où il totalisera 168 matchs dont 116 en National.  
En janvier 2007, il rejoint l'Olympique de Marseille en tant que 3e gardien derrière Cédric Carrasso et Sébastien Hamel. 

### Engagements syndicaux
De 2003 à 2007, Sébastien Maté est l'un des deux délégués syndicaux de l'UNFP au sein de l'Entente SSG,. Il occupe de nouveau cette fonction à l'OM de 2007 à 2008.

### Reconversion
Son contrat à l'Olympique de Marseille n'étant pas renouvelé, il décide, en juin 2008, de mettre un terme à sa carrière professionnelle. Il intègre alors l'équipe de France de beach soccer et dispute la Coupe du monde 2008. 
Après avoir dirigé plusieurs centres de football en salle, il reprend le chemin des terrains de football, comme entraineur des gardiens de but au sein du centre de formation du Stade brestois 29 en juin 2014.
En juin 2022 il fait partie du staff technique qui encadre le stage de l'UNFP, avant de s'engager avec le SM Caen, comme entraîneur des gardiens du centre de formation.

## Galerie

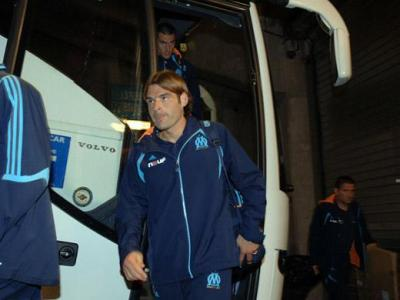
Sébastien Maté avec l'OM (2007-2008).
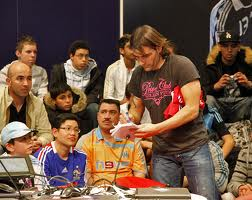
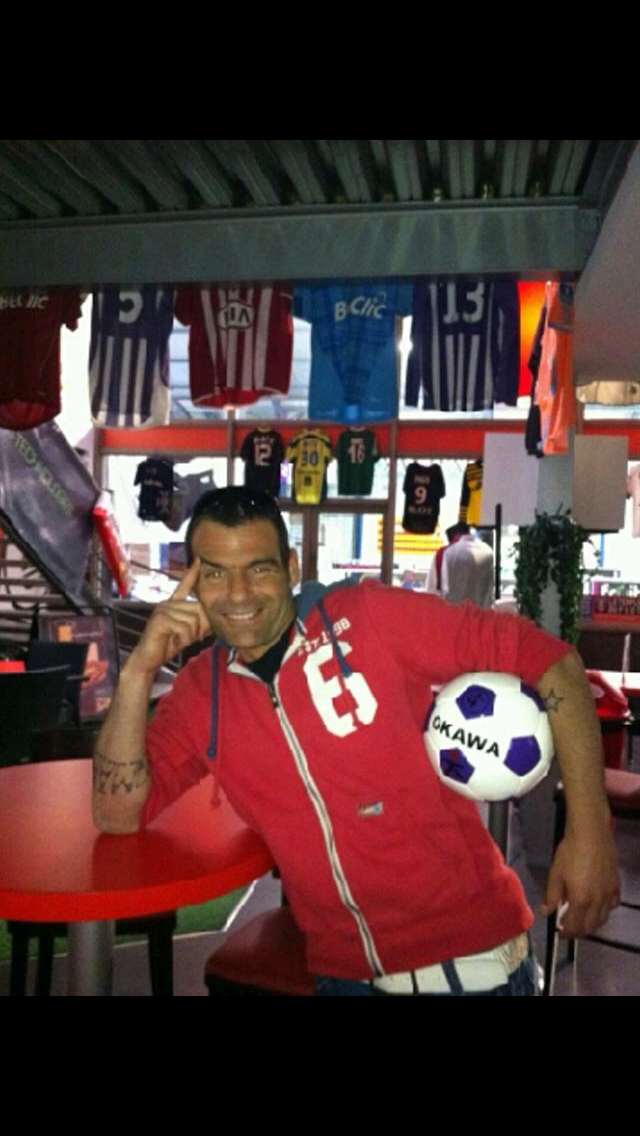
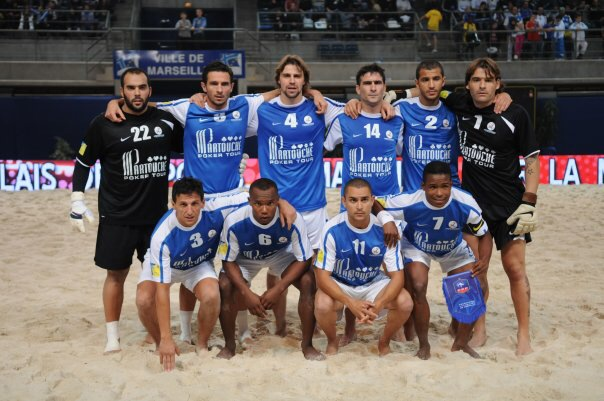
Sébastien Maté en équipe de France de beach soccer.